# João Guilherme Silva
João Guilherme Cardoso Corrêa Silva, mais conhecido como João Guilherme Silva ou também João Silva (São Paulo, 2 de fevereiro de 2004) é um apresentador brasileiro. Integrou o Faustão na Band e atualmente apresenta o Programa do João. É filho de Faustão.

## Biografia
João Guilherme Silva é o segundo filho de Fausto Silva, apresentador de programas como Perdidos na Noite e Domingão do Faustão, com Luciana Cardoso, diretora. Tem uma irmã mais velha, Lara Silva, nascida em 1998, que é cantora, e um irmão mais novo, Rodrigo, nascido em 2008. Também é sobrinho de Leonor Corrêa, apresentadora, diretora e autora da novela Carinha de Anjo. Conviveu com o sobrepeso desde tenra idade, e em maio de 2020, quando tinha dezesseis anos, fez uma cirurgia bariátrica, perdendo 75 quilos. Estudou no Colégio Objetivo, onde participou da rádio estudantil e pegou gosto pela área da comunicação.
Após rumores de que ele estaria se relacionando com Sophia Raia, a filha de Claudia Raia e Edson Celulari e sua amiga de longa data, João assumiu namoro com Schynaider Moura, que causou polêmica por ela ser dezesseis anos mais velha e ele contar com dezessete anos de idade na época. O relacionamento durou dois anos e o término foi divulgado em novembro de 2023. Pouco depois, surgiram rumores de que João estaria se relacionando com a influenciadora e atriz Jade Picon, que negou veementemente, afirmando que mulheres também poderiam ter amizade com homens "sem qualquer vínculo amoroso". Posteriormente, João confessou que prefere mulheres mais velhas.

## Carreira
Por ser filho de Faustão, João cresceu sob os holofotes e frequentou os bastidores do programa de seu pai. Em 2014, aos dez anos, apareceu no Domingão do Faustão durante uma pegadinha, na qual ele e seu pai participavam do Desafio do Balde de Gelo. Enquanto Faustão explicava que não participaria do desafio por conta da falta de água em São Paulo e mostrava o comprovante da doação que fez para o instituto que pesquisava a Esclerose Lateral Amiotrófica, João se posicionava para atirar um balde de pipoca no pai. Surpreendido, Faustão brincou, fingindo estar bravo e dizendo que pegaria seu videogame. A brincadeira repercutiu positivamente entre a plateia, a imprensa e o público.
Após a saída de seu pai da Globo, em 2021, João se juntou a ele em seu novo projeto na Band, o programa Faustão na Band, em que ele trabalhou como assistente de palco ao lado da jornalista Anne Lottermann. Os três lançaram o programa durante os primeiros minutos do dia 1 de janeiro de 2022, e a estreia oficial se deu em 17 de janeiro. Mas o programa sofreu com a baixa audiência e o desgaste, durando só um ano e meio, e em agosto de 2023, após o anúncio da saída de Faustão da Band, foi ao ar a sua última edição, que contou com a presença dos irmãos e de outros familiares de João, que foi às lágrimas durante sua homenagem ao pai, dizendo que esperava que fosse "um até logo, e não um adeus".
No mesmo período, foi anunciado que João tinha assinado um novo contrato com a Band, que estava se lançando como apresentador solo e gravando o piloto de seu próprio programa, a ser lançado em outubro de 2023. Naquele mesmo mês, ele e João Augusto Liberato, o filho de Gugu Liberato, participaram do quadro Batalha do Lip Sync, do Domingão com Huck. Em meio às homenagens a Faustão e Gugu, João Guilherme cantou as músicas Fogo e Paixão, de Wando, Meteoro de Luan Santana, e dividiu o cinturão, prêmio do programa, com João Augusto, já que o apresentador Luciano Huck afirmou que não tinha coragem de dar o prêmio para apenas um deles.
Dias depois, em 21 de outubro de 2023, ocorreu a estreia do Programa do João. Em setembro de 2024, foi anunciado que o Programa do João deixaria os sábados e passaria a ser exibido nos domingos.
Em 10 de junho de 2025, foi anunciado que João deixaria a Band após três anos e se transferiria para o SBT. A estreia de seu programa na nova emissora foi confirmada para o dia 9 de agosto. O título segue o mesmo, pois os direitos da marca pertencem a João.

## Filmografia
| Ano           | Título              | Função                | Emissora          |
| ------------- | ------------------- | --------------------- | ----------------- |
| 2022–23       | Faustão na Band     | Assistente e Repórter | Rede Bandeirantes |
| 2023          | Batalha do Lip Sync | Participante          | Rede Globo        |
| 2023–presente | Programa do João    | Apresentador          | Rede Bandeirantes |
| 2023–presente | Programa do João    | Apresentador          | SBT               |